# 말구
말구(末仇, ?~?)는 신라 초기의 왕족, 문신이다. 구도 갈문왕의 아들이고 미추 이사금의 동생이다. 그밖에 그의 형으로 지목되는 미추 이사금과 그의 아들 내물 마립간, 김대서지의 활동연대의 차이가 90년이 되어 다소 논란의 여지가 있다.

## 생애
정확한 행적은 기록이 나타나지 않는다. 삼국사기 3권 내물왕본기와 삼국유사의 왕력편에는 그가 내물 마립간의 아버지이며, 각간을 지냈다는 것만 간략하게 등장한다. 그러나 삼국유사의 왕력편에는 내물 이사금도 구도 갈문왕의 아들이라는 설도 같이 수록되었다. 그와 그의 형 미추 이사금의 활동 연대와 구도 갈문왕의 활동 년대의 차이가 심해, 미추나 말구가 구도 갈문왕의 아들인지 후손인지 여부에 대해 논란이 있다. 
291년 정월 이벌찬(伊伐湌)에 임명되었다.

## 가족 관계
- 아버지 : 구도 갈문왕(仇道 葛文王)
- 어머니 : 술례부인 박씨(述禮夫人 朴氏) - 이비 갈문왕(伊非葛文王)의 딸
  - 형 : 미추 이사금(味鄒泥師今)
  - 형 : 대서지(大西知)
- 부인 : 휴례부인 김씨(休禮夫人 金氏)
  - 아들 : 내물 마립간(奈勿麻立干)

## 같이 보기
- 구도 갈문왕
- 내물 마립간
- 미추 이사금